# متلازمة أثر واشنطن
متلازمة أثر واشنطن، المعروفة أيضا باسم متلازمة جبل رشمور، أو مبدأ رجال الإطفاء الأول، مصطلح يستخدم لوصف ظاهرة الوكالات الحكومية في الولايات المتحدة التي تخفّض الخدمة الأكثر وضوحا أو تقديراً التي تقدمها الحكومة عندما تواجه تخفيضات في الميزانية. وقد تم استخدامه للإشارة إلى تخفيضات في الخدمات الشعبية مثل المتنزهات والمكتبات الوطنية أو للموظفين العموميين القيّمين مثل المعلمين ورجال الإطفاء ويستخدم ذلك للضغط على المواطنين والمشرعين لإلغاء تخفيضات الميزانية. ويمكن أن يشير هذا المصطلح أيضا إلى مزاعم المشرعين بأن خفض الميزانية المقترح من شأنه أن يعوق الخدمات الحكومية «الأساسية» (رجال الإطفاء والشرطة والتعليم، إلخ).
ورغم أن المقصود منها تسليط الضوء على قيمة الحكومة بالنسبة للناخبين، فإنها قد تستهدف أيضاً المشرعين أنفسهم. وفي مواجهة تخفيضات الميزانية في السبعينيات، أعلن أمتراك عن خطط لوقف طرق القطارات في المناطق المحلية لعدة أعضاء في الكونغرس.
وقد استخدم هذا المصطلح لأول مرة بعد جورج هارتسوج، المدير السابع لخدمة المتنزهات القومية، المتنزهات القومية الشهيرة المغلقة مثل أثر واشنطن ومتنزه جراند كانيون القومي ليومين أسبوعيا في 1969. ورداً على الشكاوى، أعاد الكونغرس التمويل في نهاية المطاف. وفي عام 1972، طردت إدارة نيكسون هارتزوغ، وكثيراً ما يخطئ باعتباره عاملاً مساهماً.
وقد وصفت المؤرخة المعمارية نيكول سولي إغلاق «بانداكام» في حديقة الحيوان الوطنية وسياج النصب التذكاري للحرب العالمية الثانية أثناء إغلاق الحكومة الفيدرالية في الولايات المتحدة عام 2013 ليكون مثال على تلك المتلازمة.
كتبت سولي: "في الواقع، كان من المحتمل أن يكون قد تم إغلاق هذه الآثار، أولاً، لأسباب تتعلق بالمسؤولية العامة والصيانة والأمن، وثانيا، لضمان أن يكون الإغلاق مرئياً لعامة الناس ــ ولهذا السبب الأخير كان موضع تشكيك واسع النطاق من قِبَل عامة الناس ووسائل الإعلام.

## قراءات أخرى
- "Washington Monument strategy". Political Dictionary. مؤرشف من الأصل في 2020-12-10. اطلع عليه بتاريخ 2020-09-22.
- Hartzog, Jr., George B (1988). Battling for the National Parks. New York: Mt. Kisco. (ردمك 9780918825704)
- Siddons, Andrew (2013) "A Symbol of Liberty, Strength and Budget Fights," New York Times, March 1.